# Sarah Connor (personaje)
Sarah Jeanette Connor (nacida en 1965) es un personaje ficticio, heroína en las primeras dos películas de Terminator y posteriormente en Terminator: Dark Fate además de la serie de televisión llamada Terminator: The Sarah Connor Chronicles. En las películas, el personaje es interpretado por las actrices Linda Hamilton y Emilia Clarke; mientras que en la serie es interpretada por Lena Headey.

## Historia

### Terminator
En Terminator, Sarah Connor es una joven camarera de diecinueve años que sirve cafés y lleva una vida normal, hasta que es perseguida por un asesino implacable, el Terminator T-800 modelo 101 de Cyberdyne Systems (interpretado por Arnold Schwarzenegger) por razones totalmente desconocidas para ella. El soldado que viaja desde el futuro, Kyle Reese (interpretado por Michael Biehn), al tiempo que la rescata del Terminator, le explica que en el futuro una inteligencia artificial llamada Skynet será creada por ingenieros militares de software para tomar decisiones estratégicas de defensa.
El programa llega a fallar y todas las unidades designadas para proteger comienzan a atacar a los humanos en una guerra que dura décadas. Sin embargo, un hombre llamado John Connor conduce la resistencia humana Tech-COM a la victoria, razón por la cual Sarah Connor es seleccionada para ser exterminada, ya que John Connor es el hijo de Sarah (John aún no había nacido), esto provoca que el John del futuro envíe al teniente Reese - quien es su padre - para proteger a su madre a toda costa.
Durante el breve tiempo que pasan Sarah y Kyle juntos, Sarah aprende acerca del holocausto que se aproximaba y del papel que tendría como madre y mentora de John, papel que llega a rechazar en un momento dado, de su figura como leyenda entre los miembros de la resistencia, de cómo enseña a su hijo a luchar, a organizar y a prepararse desde niño y de cómo estaba oculta antes de la guerra mientras adiestraba a John. Reese también la adiestra acerca de cómo luchar contra los exterminadores y de la utilización de perros para detectarlos. Mientras están ocultos del exterminador, Reese le expresa sus sentimientos y las razones por las cuales se ofrece voluntario para la misión de protegerla, de cómo John Connor le da una foto suya en el futuro y de cómo se enamora de ella, y por consiguiente, de su deseo por viajar en el tiempo para protegerla aún a costa de su propia vida. Sarah lamenta que Reese haya pasado por tantas cosas terribles, pero al escuchar lo que Kyle siente por ella, Sarah se enamora de él y ambos comparten una noche de intimidad que da lugar al embarazo de Sarah y posteriormente el nacimiento de John. Su amor fue muy breve ya que Reese murió al luchar contra el Terminator en una fábrica de Cyberdyne; Sarah, luego de mucho esfuerzo, machacó al Terminator en una prensa hidráulica. Aunque la muerte de Reese la entristecía profundamente, su sinceridad y valor inspirarían a Sarah a que continuara y desarrollara las habilidades y las capacidades necesarias que la harían una guía y mentora para John.

### Terminator II
En Terminator 2: el juicio final, diez años después de los sucesos ocurridos en la primera película, dos cyborgs llegan del futuro esta vez: uno para matar a John (interpretado por Edward Furlong) y otro para rescatarlo. Esta vez, el personaje de Schwarzenegger (otro T-800) es el salvador, siendo reprogramado por el propio Connor en el futuro, para protegerse a sí mismo contra el prototipo más avanzado T-1000 (Robert Patrick) que fue enviado por Skynet para matarlo. La nueva construcción de metal líquido del T-1000 le da la capacidad de deformarse, una capacidad que era el foco de muchos de los efectos especiales que le valió el premio Óscar a la película. De alguna manera, Terminator 2: el juicio final es un estudio del personaje de Sarah Connor. Ella es una persona absolutamente distinta de la mujer frágil que se ve en la primera película; su perspectiva ha sido alterada por los acontecimientos ocurridos anteriormente en su vida. El conocimiento que ella tiene sobre el futuro de la humanidad la hizo una persona siempre vigilante y que se entrena constantemente, un rasgo que es percibido por muchos como paranoia y psicosis; en el principio de esta película, Sarah está en una institución mental, su misión era la de bombardear la construcción de Cyberdyne Systems. Su conocimiento del futuro es también una fuente de pesadillas que se repiten, así como el antagonismo, que da lugar a que los doctores que supervisan su "recuperación" la coloquen bajo seguridad máxima. Sin embargo, ella no puede ser contenida mucho tiempo y realiza varios intentos para escaparse; su última estrategia coincide con la del segundo T-800 y su hijo John que llegan para rescatarla del hospital. Durante su escape, los doctores descubren a ambos Terminators y se dan cuenta de que las predicciones de Sarah eran verdad. Sarah encuentra casi imposible aceptar que el T-800 es benévolo (debido a que es una creación de Skynet, y físicamente es idéntico al T-800 que intentó asesinarla en 1984); a través de la película, ella sigue siendo hostil hacia él y lo que representa, mientras que su propio hijo desarrolla un enlace con él, asemejándose a una relación de padre-hijo. En una escena eliminada, el Terminator les da a ella y a John instrucciones necesarias para abrir su cráneo, desactivarlo, retirar el CPU y configurarlo para que pueda procesar información ajena a su programación y aprender de ella. Aunque logran retirar el dispositivo, Sarah intenta destruirlo por su miedo, odio y desconfianza hacia la máquina; sin embargo, su hijo John no se lo permite.
En un momento de desesperación, Sarah intenta asesinar a Miles Dyson, el científico que está destinado a construir el microprocesador revolucionario que se convierte en el eventual Skynet. Al hacer esto, ella pierde tacto con su humanidad, llegando a parecerse a un Terminator. Pero en última instancia, Sarah se percata de que no puede matar a una persona. Instantes después, John y el T-800 llegan a la casa de Dyson, y juntos persuaden al científico para detener su investigación y destruir todos los vestigios recuperados del primer Terminator. El T-800 entonces, con la ayuda de Sarah Connor, se autodestruye, a pesar de las protestas de John. En la primera película, se menciona que Sarah era una leyenda entre los miembros de la resistencia, enseñando a su hijo a luchar y a organizar mientras estaban en guerra. El epílogo alternativo de Terminator 2: el juicio final muestra su vida convertida en abuela. Este final de la película, sin embargo, no fue incluido en el lanzamiento.

### Terminator III
En Terminator 3: la rebelión de las máquinas, ella murió de leucemia en 1997. Sus cenizas fueron esparcidas en el mar de Baja California, México mientras que su féretro se utilizó en realidad como un escondrijo de armas, colocado para que John lo encontrase.

### The Sarah Connor's Chronicles
En noviembre de 2005, fue anunciado que 20th Century Fox produciría una serie de televisión llamada Terminator: The Sarah Connor Chronicles que ofrece las aventuras del personaje de Sarah y su hijo unos años después de los eventos de Terminator 2: el juicio final pero ignorando los eventos de Terminator 3: La rebelión de las máquinas y las demás películas. Esto fue anunciado en noviembre de 2006, por el aviso de que Lena Headey había sido elegida como la cara nueva de Sarah Connor. La serie se estrenó en enero de 2008, con una primera temporada de 9 episodios, continuándose con una segunda temporada de 22 episodios estrenada en septiembre de ese mismo año. Una de las peculiaridades de la serie es que ignora completamente los hechos de la tercera película, hecho que causó que muchos fanes, pese a la reticencia que les produjo inicialmente el proyecto, diesen puntos a favor a la serie.

### Terminator Génesis
En la película Terminator Génesis, se crea una nueva línea de tiempo cuando un T-1000 es enviado para matar a Sarah cuando esta tenía nueve años. Sus padres mueren, pero ella es rescatada y posteriormente criada por un T-800 enviado para salvarla. Desde entonces ambos se preparan para la llegada de Kyle Reese y el T-800 en 1984 como en The Terminator. Con el conocimiento del T-800 que la crio, bautizado Pops o El abuelo en los doblajes en español, construyen un dispositivo de desplazamiento temporal, el cual activan con la CPU del T-800 de 1984. Habiendo cambiado la línea de tiempo, la guerra nuclear se postergó hasta el año 2017. Sarah y Kyle llegan a ese año con la máquina del tiempo, y luego de los eventos de la película, recomienzan su vida en esa nueva época.

### Terminator Dark Fate
En 1998, tres años después de anular la amenaza de Skynet, Sarah y John Connor viven una vida tranquila después de eliminar a varios Terminators que Skynet había enviado a través del tiempo antes de ser borrada de la existencia. Sin saberlo, un Terminator T-800 los localiza en Livingston, Guatemala, atacándolos sorpresivamente en un restaurante en la playa y asesina brutalmente a John Connor antes de desaparecer, dejando a Sarah totalmente devastada.
22 años después de aquel incidente, un Terminator avanzado denominado Rev-9 es enviado en el tiempo a Ciudad de México, con el objetivo de asesinar a Daniela "Dani" Ramos, mientras que una soldado humana cibernéticamente mejorada, llamada Grace, es enviada para protegerla. El Rev-9, disfrazado de su padre, se infiltra en la planta de ensamblaje donde trabajan Dani y su hermano Diego, pero es detenido por Grace, quien escapa con los hermanos. Sin embargo el Rev-9, que muestra la capacidad de dividirse en su endoesqueleto cibernético y su exterior de metal líquido que cambia de forma, los persigue matando a Diego en el proceso y acorrala a Grace y Dani en la carretera. Sin embargo, Sarah llega y derrota temporalmente al Terminator con explosivos.
Dani, Grace y Sarah se retiran a un motel, donde Grace se recupera de sus heridas producto de su combate con el Rev-9. Posteriormente, Sarah les exige saber quienes son y porque el Terminator las persigue a ambas, contándoles además que las encontró por coincidencia en su camino y que en los años posteriores a la muerte de John a manos de Skynet, ha estado recibiendo mensajes cifrados que detallan la ubicación de los Terminators que llegan desde el futuro, cada uno termina con la frase "por John". Grace señala que ni Skynet ni John Connor existen en su futuro, contándole que en su futuro la humanidad está amenazada por una IA llamada "Legión", diseñada por la milicia para detener guerras cibernéticas, pero esta pronto se volvió una amenaza para la raza humana. Legión controlaba los servidores en todo el mundo y, desesperada por el control tecnológico de la IA sobre el planeta, la humanidad intentó neutralizarla con dispositivos nucleares, desencadenando un holocausto nuclear que mató a millones en el planeta. Después de esto, Legión contraatacó construyendo una red global de Terminators para exterminar a los humanos sobrevivientes al Día del Juicio.
Grace rastrea los mensajes de Sarah hasta Laredo en Texas, coincidiendo con las coordenadas tatuadas en su cuerpo para acudir en caso de solicitar apoyo, mientras las tres tratan de evadir al Rev-9 y a las autoridades mexicanas y de migración estadounidense, no sin antes ser arrestadas en la frontera y atacadas por el Rev-9 en un centro de detención de inmigrantes. En el camino, Sarah piensa que Dani será la madre del salvador de la humanidad, viéndose a sí misma cuando era el objetivo de Skynet. Al llegar a la fuente, descubren que el paradero de los mensajes provienen del T-800 que asesinó a John hace 22 años, lo cual provoca un ataque de ira por parte de Sarah al verlo nuevamente y le apunta con su arma para dispararle, acción que inmediatamente Grace evita. Como Skynet ya no existe, el T-800 ahora está libre de su influencia y se vuelve autoconsciente. Con el tiempo, comenzó a aprender de la humanidad y desarrolló una consciencia, tomando el nombre de "Carl" y adoptando una familia humana. Carl le enviaba los mensajes cifrados a Sarah para darle un propósito a su vida al enterarse de cómo sus propias acciones la afectaron, además de aprovechar su capacidad para detectar los desplazamientos temporales. Carl se despide de su familia y les dice que escapen, anticipando que llegará el Rev-9. Sarah acepta a regañadientes trabajar con Carl por el bien de Dani. El grupo entrena a Dani y se prepara con el objetivo de destruir el Rev-9. Para este fin, buscan un PEM de grado militar con un oficial del ejército conocido de Sarah. El Rev-9 los alcanza y los obliga a robar un avión C-5 Galaxy para escapar, aunque el PEM se destruye en el tiroteo resultante. Durante el vuelo, Grace revela que Dani será la futura comandante de la Resistencia que combatirá a Legión, así como la rescatadora de Grace en el futuro, por lo que Sarah y Carl se dan cuenta de que estaban destinados a conocer a Grace y Dani. El Rev-9 aborda su avión usando un KC-10, obligando al grupo a saltar del avión a un río cerca de una central hidroeléctrica.
Herido, el grupo se para dentro de la planta de energía. En la batalla que siguió, Carl y Grace empujan al Rev-9 a una turbina giratoria y destruyen su exterior líquido, causando una explosión que destruye la turbina. Esto incapacita a la mayoría del grupo y hiere mortalmente a Grace. Antes de morir, Grace le dice a Dani que use su fuente de poder para destruir el endoesqueleto dañado del Rev-9. El Rev-9 toma la delantera, pero Carl lo para, permitiendo que Dani lo apuñale con la fuente de poder de Grace. Carl se arrastra con el Rev-9 al hoyo de la turbina destruida y le dice a Sarah "por John", justo antes de que explote el núcleo de poder, destruyendo a ambos Terminators.
Algún tiempo después, Dani y Sarah vigilan a una joven Grace en un parque, la primera decidida a evitar la futura muerte de Grace. Las dos mujeres se marchan y Sarah le dice a Dani que debe prepararse para lo que viene, mientras se desvanecen en la distancia en un vehículo.